# Аламбай
Аламба́й (в верховье — Степной Аламбай) — река в Заринском районе Алтайского края России.
Длина реки — 140 км. Площадь водосборного бассейна — 1960 км².
Берёт своё начало в низкогорье Салаирского кряжа, впадает в реку Чумыш справа, у восточной окраины города Заринск.
В верхнем течении Аламбай представляет собой типично горную реку, с многочисленными перевалами и перекатами. Нижнее течение спокойное. Река покрыта льдом с начала ноября до начала апреля.

## Бассейн
(км от устья)
- 24 км: Боровлянка (лв)[3]
- 29 км: Залесиха (пр)[4]
- 35 км: Хмелевка (в верховье Каменушка) (пр)[5][6]
  - 18 км: Хмелевка (пр)[7]
- 50 км: Лесной Аламбай (в верховье Большой Мунгай) (пр)[8]
  - 12 км: Мунгай (в верховье Малый Мунгай) (пр)[9]
    - 11 км: Старица (лв)[10]

  - 43 км: Березовая (лв)[11][12]
  - 70 км: Мулевка (лв)[13]
- 50 км: Комарчиха (пр)[14]
- 57 км: Боровлянка (лв)[15]
- Якуниха (пр)
- Крутиха (лв)
- 81 км: Ингара (пр)[16]
- Гришиха (пр)
- Степиха (пр)
- Якуниха (лв)
- Лариха (лв)
- Афонюшкин (пр)
- Елбаниха (лв)
- Малая Таловка (лв)
- Рассыпная (пр)
- 103 км: Таловка (лв)[17]
- Красная (лв)
- Черная (пр)
- Кедровка (лв)
- Чирушка (пр)
- Иловатая (пр)
- Сергеевка (пр)
- Заломная (пр)
- 121 км: Быстрая (пр)[18]
- Еловка (пр)
- Аламбай (пр)
- Тринадцатый (пр)

## Данные водного реестра
По данным государственного водного реестра России относится к Верхнеобскому бассейновому округу, водохозяйственный участок реки — Чумыш, речной подбассейн реки — Обь от впадения Чулыма без Томи. Речной бассейн реки — (Верхняя) Обь до впадения Иртыша.